# Campeonato Gaúcho 2023
El Campeonato Gaúcho de Fútbol 2023 fue la 103.ª edición de la primera división de fútbol del estado de Río Grande del Sur. El torneo fue organizado por la Federação Gaúcha de Futebol (FGF). El torneo comenzó el 21 de enero y finalizó el 8 de abril.
Grêmio se consagró hexacampeón consecutivo tras vencer en la final al Caxias, logrando así su título número 42.

## Sistema de juego[2]

### Primera fase
Los 12 equipos se enfrentan en modalidad de todos contra todos a una sola rueda. Culminadas las once fechas, los cuatro primeros puestos acceden a las semifinales. Los dos últimos posicionados descenderán a Segunda División.

### Segunda fase
- Semifinales: Los enfrentamientos se emparejan con respecto al puntaje de la primera fase, de la siguiente forma:
  - 1.º vs. 4.º
  - 2.º vs. 3.º

- Final: Los dos ganadores de las semifinales disputan la final.

- Nota 1: Tanto las semifinales como la final se juegan en partidos de ida y vuelta, el equipo con menor puntaje acumulado será local en el partido de ida.
- Nota 2: En caso de empate en puntos, diferencia de goles en cualquier llave, se definirá en tanda de penales.

## Equipos participantes 2023
| Equipo              | Ciudad            | Estadio (Capacidad)                | Posición 2022  | Títulos (último) |
| ------------------- | ----------------- | ---------------------------------- | -------------- | ---------------- |
| Aimoré              | São Leopoldo      | Cristo-Rei (10 000)                | 8.º            | 0                |
| Avenida             | Santa Cruz do Sul | Eucaliptos (3500)                  | 2.º (Serie A2) | 0                |
| Brasil de Pelotas   | Pelotas           | Bento Freitas (10 500)             | 4.º            | 1 (1919)         |
| Caxias              | Caxias do Sul     | Centenário (22 132)                | 5.º            | 1 (2000)         |
| Esportivo           | Bento Gonçalves   | Montanha dos Vinhedos (15 000)     | 1.º (Serie A2) | 0                |
| Grêmio              | Porto Alegre      | Arena do Grêmio (55 662)           | Campeón        | 41 (2022)        |
| Internacional       | Porto Alegre      | Beira-Rio (50 128)                 | 3.º            | 45 (2016)        |
| Juventude           | Caxias do Sul     | Alfredo Jaconi (19 924)            | 10.º           | 1 (1998)         |
| Novo Hamburgo       | Novo Hamburgo     | Estadio do Vale (5196)             | 7.º            | 1 (2017)         |
| São José            | Porto Alegre      | Francisco Novelletto Neto (10 646) | 6.º            | 0                |
| São Luiz            | Ijuí              | 19 de Outubro (5217)               | 9.º            | 0                |
| Ypiranga de Erechim | Erechim           | Colosso da Lagoa (22 000)          | 2.º            | 0                |

## Primera fase

### Tabla de posiciones
| Pos. | Equipo              | Pts. | PJ | G | E | P | GF | GC | Dif. | Clasificación          |
| ---- | ------------------- | ---- | -- | - | - | - | -- | -- | ---- | ---------------------- |
| 1    | Grêmio              | 29   | 11 | 9 | 2 | 0 | 22 | 5  | +17  | Fase final.            |
| 2    | Internacional       | 22   | 11 | 6 | 4 | 1 | 22 | 8  | +14  | Fase final.            |
| 3    | Caxias              | 20   | 11 | 5 | 5 | 1 | 19 | 11 | +8   | Fase final.            |
| 4    | Ypiranga de Erechim | 18   | 11 | 5 | 3 | 3 | 17 | 15 | +2   | Fase final.            |
| 5    | Juventude           | 17   | 11 | 4 | 5 | 2 | 17 | 14 | +3   |                        |
| 6    | São José            | 16   | 11 | 4 | 4 | 3 | 11 | 12 | −1   |                        |
| 7    | Brasil de Pelotas   | 13   | 11 | 3 | 4 | 4 | 6  | 8  | −2   |                        |
| 8    | Novo Hamburgo       | 11   | 11 | 2 | 5 | 4 | 7  | 13 | −6   |                        |
| 9    | Avenida             | 10   | 11 | 2 | 4 | 5 | 7  | 11 | −4   |                        |
| 10   | São Luiz            | 10   | 11 | 2 | 4 | 5 | 6  | 13 | −7   |                        |
| 11   | Esportivo           | 6    | 11 | 1 | 3 | 7 | 6  | 19 | −13  | Descenso de categoría. |
| 12   | Aimoré              | 4    | 11 | 1 | 1 | 9 | 5  | 16 | −11  | Descenso de categoría. |

 Fuente: FGF
Criterios de clasificación: 1) Puntos; 2) Partidos ganados; 3) Diferencia de gol; 4) Goles anotados; 5) Menor cantidad de tarjetas rojas; 6) Menor cantidad de tarjetas amarillas; 7) Sorteo.

### Resultados
| Local \ Visitante   | AIM | AVE | BRA | CAX | ESP | GRE | INT | JUV | NOV | SJO | SLU | YPI |
| ------------------- | --- | --- | --- | --- | --- | --- | --- | --- | --- | --- | --- | --- |
| Aimoré              | —   | —   | —   | —   | 0–0 | —   | 0–2 | —   | 0–1 | 0–1 | —   | 1–2 |
| Avenida             | 0–1 | —   | —   | 0–1 | 1–2 | —   | 1–1 | —   | —   | —   | 1–0 | 1–0 |
| Brasil de Pelotas   | 1–0 | 1–1 | —   | 0–0 | —   | —   | 0–1 | —   | —   | —   | 1–0 | —   |
| Caxias              | 2–1 | —   | —   | —   | 3–1 | 1–2 | —   | 2–2 | —   | —   | 3–1 | 3–0 |
| Esportivo           | —   | —   | 0–1 | —   | —   | 0–2 | —   | 1–3 | 0–0 | 1–2 | —   | 0–3 |
| Grêmio              | 3–0 | 2–0 | 1–0 | —   | —   | —   | 2–1 | —   | 6–1 | —   | —   | —   |
| Internacional       | —   | —   | —   | 2–2 | 4–1 | —   | —   | 2–2 | —   | 2–0 | 4–0 | 3–0 |
| Juventude           | 2–1 | 1–0 | 1–0 | —   | —   | 2–3 | —   | —   | —   | —   | 1–1 | —   |
| Novo Hamburgo       | —   | 0–0 | 2–0 | 1–1 | —   | —   | 0–0 | 0–0 | —   | 1–2 | —   | —   |
| São José            | —   | 2–2 | 0–0 | 1–1 | —   | 0–1 | —   | 1–1 | —   | —   | 1–0 | —   |
| São Luiz            | 2–1 | —   | —   | —   | 0–0 | 0–0 | —   | —   | 1–0 | —   | —   | 1–1 |
| Ypiranga de Erechim | —   | —   | 2–2 | —   | —   | 0–0 | —   | 3–2 | 3–1 | 3–1 | —   | —   |

## Fase final

#### Cuadro de desarrollo
|  | Semifinales       | Semifinales         | Semifinales       | Semifinales       | Semifinales       |   |   | Final          | Final          | Final          | Final          | Final          |  |
|  | 18 al 26 de marzo | 18 al 26 de marzo   | 18 al 26 de marzo | 18 al 26 de marzo | 18 al 26 de marzo |   |   | 1 y 8 de abril | 1 y 8 de abril | 1 y 8 de abril | 1 y 8 de abril | 1 y 8 de abril |  |
|  |                   |                     |                   |                   |                   |   |   |                |                |                |                |                |  |
|  |                   |                     |                   |                   |                   |   |   |                |                |                |                |                |  |
|  | 1                 | Grêmio (p)          | 1                 | 2                 | 3 (5)             |   |   |                |                |                |                |                |  |
|  | 1                 | Grêmio (p)          | 1                 | 2                 | 3 (5)             |   |   |                |                |                |                |                |  |
|  | 4                 | Ypiranga de Erechim | 2                 | 1                 | 3 (4)             |   |   |                |                |                |                |                |  |
|  | 4                 | Ypiranga de Erechim | 2                 | 1                 | 3 (4)             |   | 1 | Grêmio         | 1              | 1              | 2              |                |  |
|  |                   |                     |                   |                   |                   |   | 1 | Grêmio         | 1              | 1              | 2              |                |  |
|  |                   |                     | 3                 | Caxias            | 1                 | 0 | 1 |                |                |                |                |                |  |
|  | 2                 | Internacional       | 3                 | Caxias            | 1                 | 0 | 1 | 1              | 1              | 2 (4)          |                |                |  |
|  | 2                 | Internacional       |                   |                   |                   |   |   | 1              | 1              | 2 (4)          |                |                |  |
|  | 3                 | Caxias (p)          | 1                 | 1                 | 2 (5)             |   |   |                |                |                |                |                |  |
|  | 3                 | Caxias (p)          | 1                 | 1                 | 2 (5)             |   |   |                |                |                |                |                |  |
|  |                   |                     |                   |                   |                   |   |   |                |                |                |                |                |  |

Nota: El equipo que ocupa la primera línea es el que define la serie como local.

|                                          |
| Bandera del estado de Río Grande del Sur |
| Campeón Grêmio 42.º título               |

## Clasificación final
| Pos. | Equipo              | Pts. | PJ | G  | E | P | GF | GC | Dif. | Clasificación          |
| ---- | ------------------- | ---- | -- | -- | - | - | -- | -- | ---- | ---------------------- |
| 1.°  | Grêmio (C)          | 36   | 15 | 11 | 3 | 1 | 27 | 9  | +18  | Copa de Brasil 2024.   |
| 2.°  | Caxias              | 23   | 15 | 5  | 8 | 2 | 22 | 15 | +7   | Copa de Brasil 2024.   |
| 3.°  | Internacional       | 24   | 13 | 6  | 6 | 1 | 24 | 10 | +14  | Copa de Brasil 2024.   |
| 4.°  | Ypiranga de Erechim | 21   | 13 | 6  | 3 | 4 | 20 | 18 | +2   | Copa de Brasil 2024.   |
| 5.°  | Juventude           | 17   | 11 | 4  | 5 | 2 | 17 | 14 | +3   | Copa de Brasil 2024.   |
| 6.°  | São José            | 16   | 11 | 4  | 4 | 3 | 11 | 12 | −1   |                        |
| 7.°  | Brasil de Pelotas   | 13   | 11 | 3  | 4 | 4 | 6  | 8  | −2   | Serie D 2024.          |
| 8.°  | Novo Hamburgo       | 11   | 11 | 2  | 5 | 4 | 7  | 13 | −6   | Serie D 2024.          |
| 9.°  | Avenida             | 10   | 11 | 2  | 4 | 5 | 7  | 11 | −4   | Serie D 2024.          |
| 10.° | São Luiz            | 10   | 11 | 2  | 4 | 5 | 6  | 13 | −7   | Copa de Brasil 2024.   |
| 11.° | Esportivo           | 6    | 11 | 1  | 3 | 7 | 6  | 19 | −13  | Segunda División 2024. |
| 12.° | Aimoré              | 4    | 11 | 1  | 1 | 9 | 5  | 16 | −11  | Segunda División 2024. |

Reglas de clasificación: 1) Puntos; 2) Partidos ganados; 3) Diferencia de gol; 4) Goles anotados; 5) Menor cantidad de tarjetas rojas; 6) Menor cantidad de tarjetas amarillas; 7) Sorteo.

## Goleadores
| Jugador           | Equipo              | Goles |
| ----------------- | ------------------- | ----- |
| Pedro Henrique    | Internacional       | 8     |
| Luis Suárez       | Grêmio              | 7     |
| Rodrigo Rodrigues | Juventude           | 6     |
| Carlos Henrique   | Avenida             | 5     |
| Bruno Baio        | Ypiranga de Erechim | 5     |
| Erick             | Ypiranga de Erechim | 5     |
| Mateus Pivô       | São José            | 4     |
| Alan Patrick      | Internacional       | 4     |
| Maurício          | Internacional       | 4     |
| Eron              | Caxias              | 4     |